# Plateau des Mille Étangs

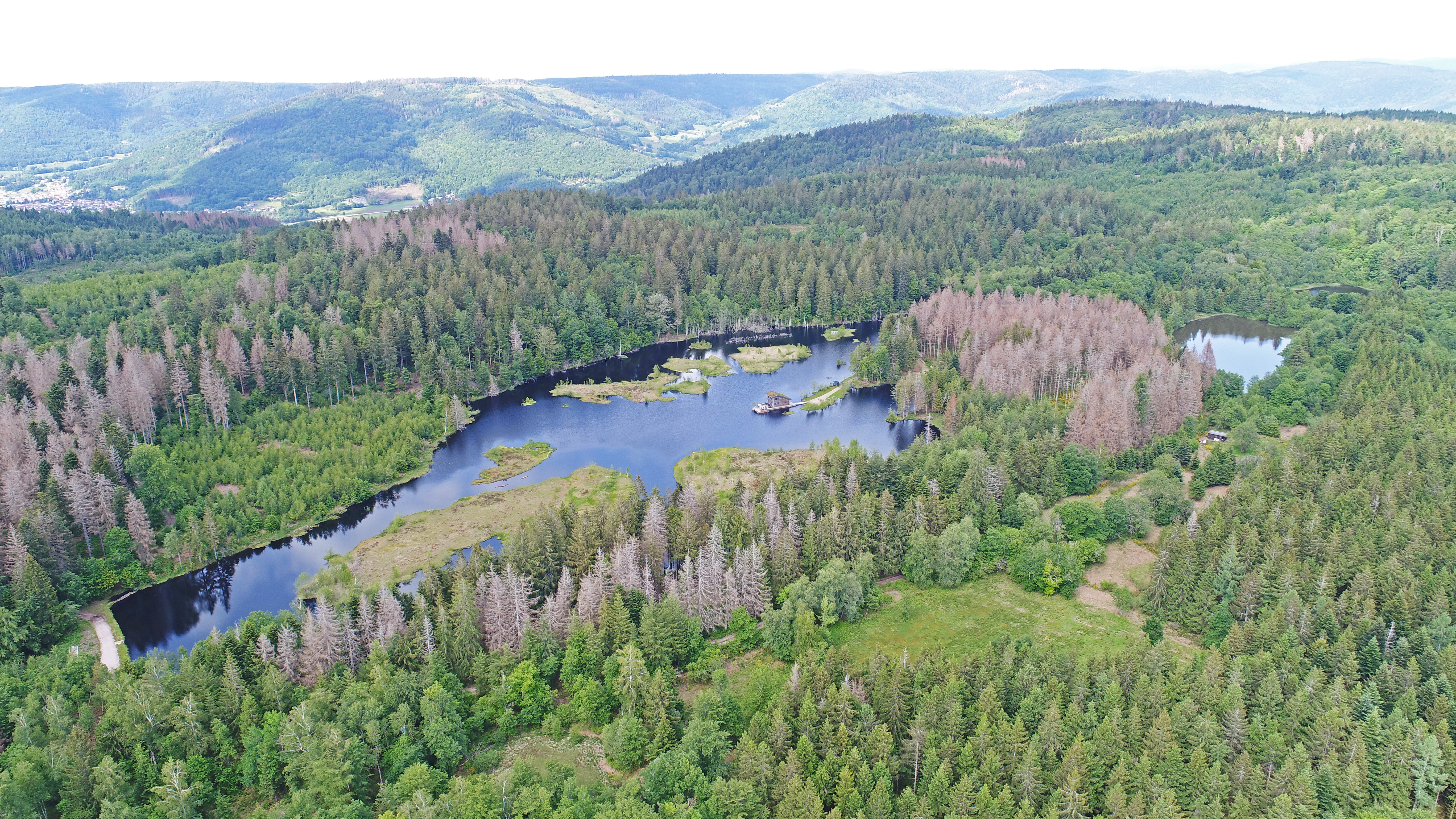
Étang de l'Oranger bij Corravillers

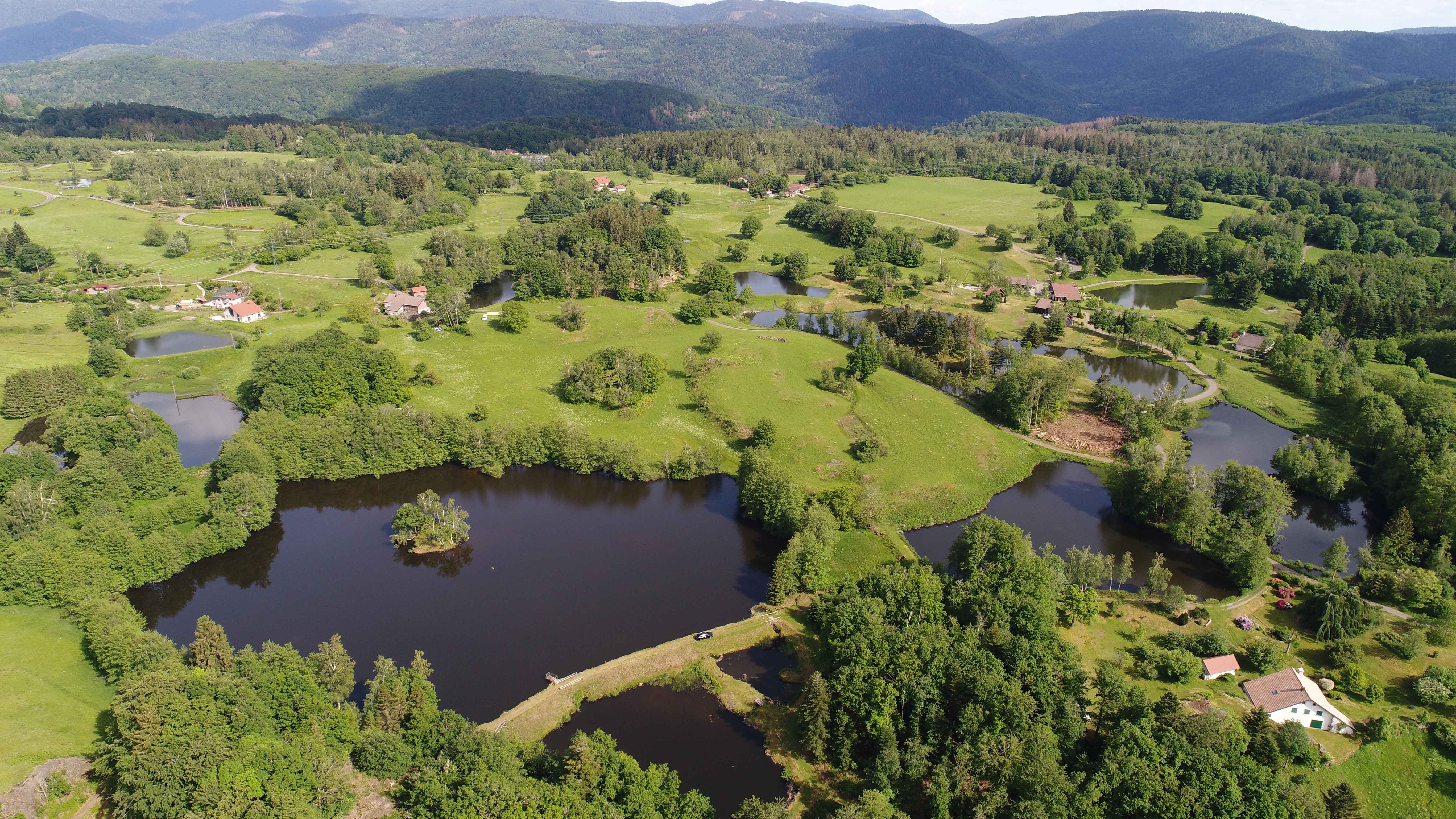
Meerdere vijvers bij Servance

Het Plateau des Mille Étangs (letterlijk vertaald: Plateau van de duizend vijvers) is een geografisch gebied van meer dan 220 km2 in het noordoosten van het departement Haute-Saône in Frankrijk.
Aan het einde van het laatste ijstijdvak, 12.000 jaar geleden, trok de Moezel-gletsjer bovenop de Vogezen zich terug. In het vrijgekomen gebied ontstonden moerassen op drie plateaus met verschillende hoogte. In de middeleeuwen werd het gebied door de mens aangepast. Er werden viskwekerijen ontwikkeld door meertjes of vijvers aan te leggen. Deze waterbekkens werden vervolgens in de 19e en 20e eeuw gebruikt door de lokale textiel- en papierindustrie.
Aan het begin van de 21e eeuw omvat de regio, die grotendeels bedekt is met bos, daarnaast wetlands met biotopen die zijn aangepast aan een koude en vochtige omgeving. Het Plateau des Mille Étangs is in Frankrijk bestemd tot "Zone naturelle d'intérêt écologique, faunistique et floristique" (ZNIEFF). Het gebied is voor een groot deel een Natura 2000-gebied en is onderdeel van het natuurgebied Ballons des Vosges. In het zuiden van het gebied ligt het regionale natuurreservaat Grande Pile, een veengebied.
Het gebied is toeristisch interessant door het landschap met de bijnaam "Klein Finland" omdat het doet denken aan de Finse Merenvlakte.

Landschap
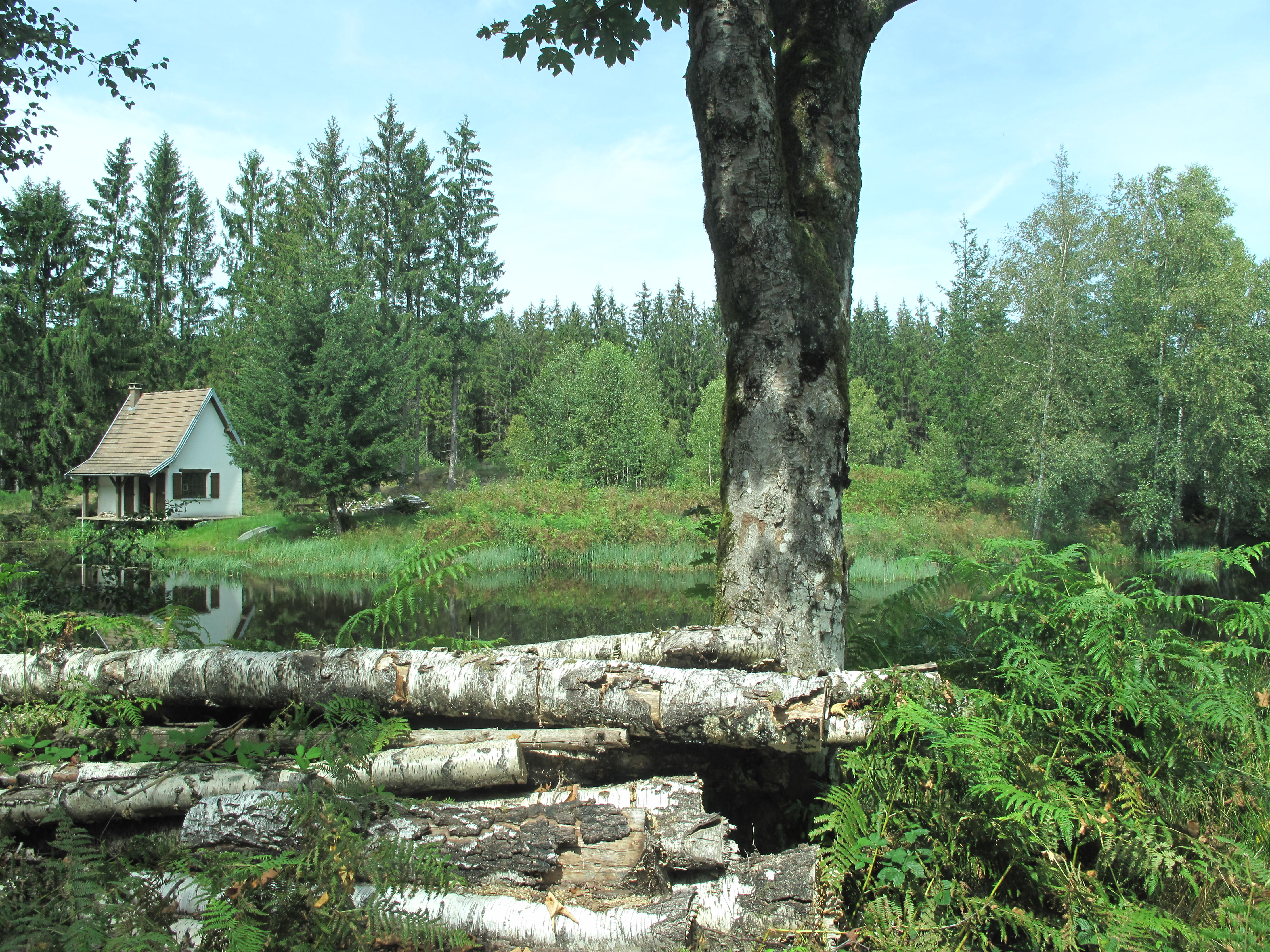
Bos met omgehakte bomen
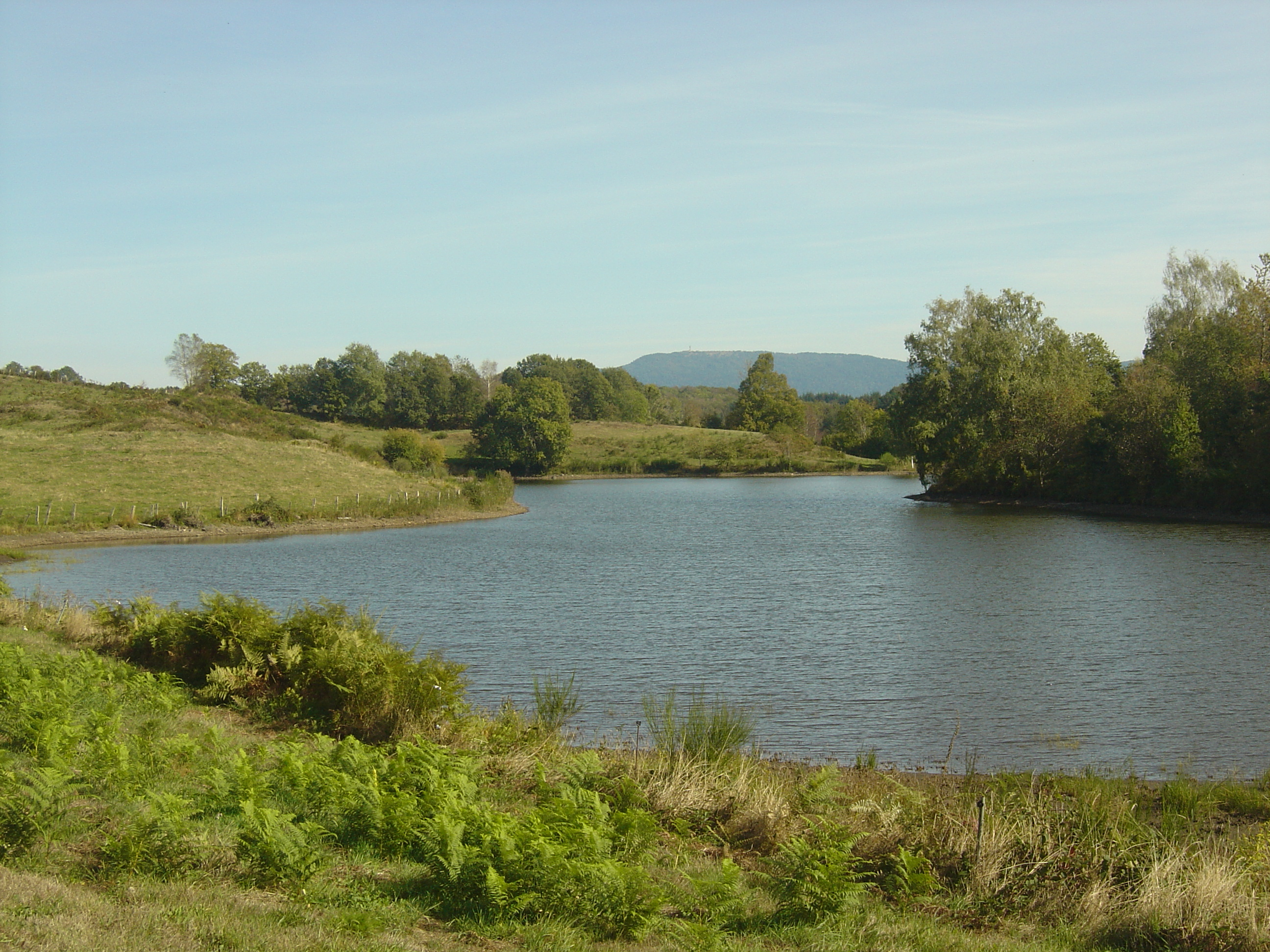
Weiland met op de achtergrond de Ballon de Servance, een van de bergen van de Vogezen.
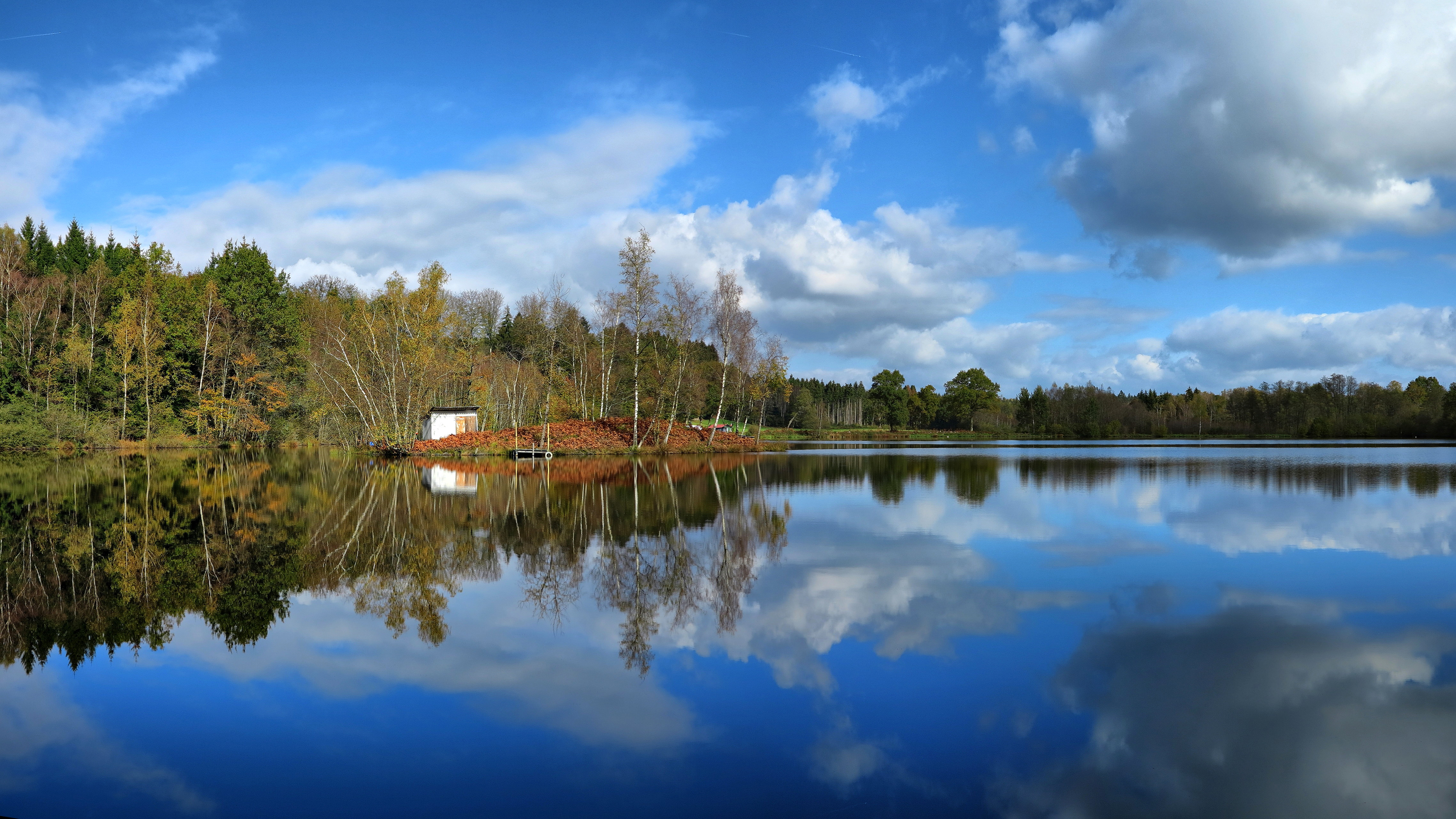
Typische vijver met vissershut
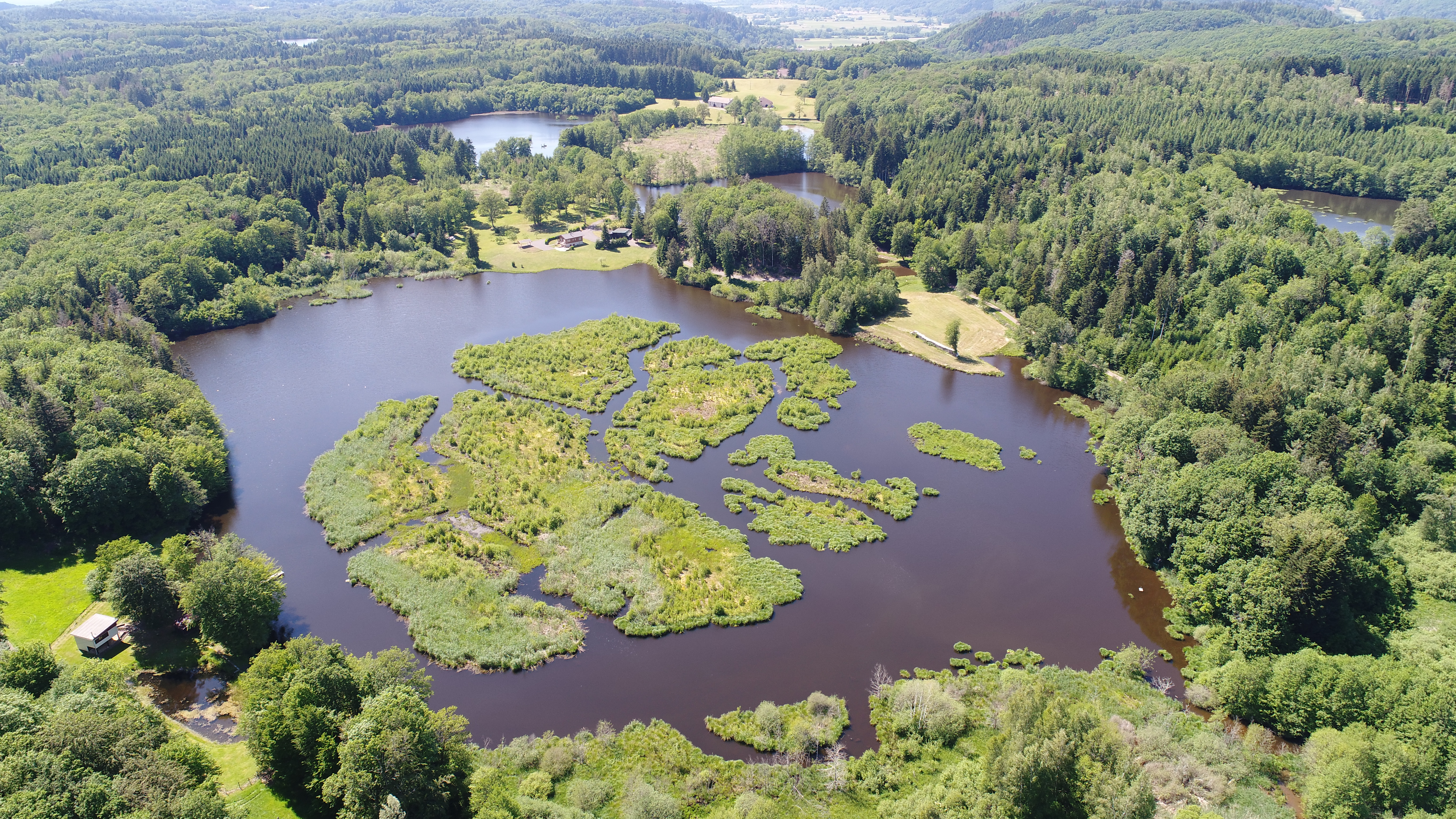
Een van de vijvers in La Voivre

## Voetnoten
1. ↑  (fr) 
Natacha Ferrer, Plateau des mille étangs - FR4301346 - document d'objectif, Parc naturel régional des Ballons des Vosges, 2008, 109 p.
2. ↑  (fr)  Denis Mathis, « Les enjeux des paysages d’eau dans la construction du Pays des Mille Étangs », Revue Géographique de l'Est, vol.56 / n°1-2, 2016, p. 1-18.
3. ↑  (fr)  Le plateau des Mille Étangs, Natura 2000, Inventaire national du patrimoine naturel (INPN)